# Sabri Çakır
Sabri Çakır (* 1955 in Denizli, Türkei; † 2024 in Gelsenkirchen?) war ein deutscher Lehrer, Lyriker und Verfasser von Schulbüchern.

## Leben
Sabri Çakır studierte am Institut für Philologie der Universität Istanbul und erwarb dort 1974 einen Magister-Grad in Deutsch. 1978 lernte er seine künftige Ehefrau kennen, die in Deutschland lebte und der er nach der baldigen Heirat bereits im gleichen Jahr im Rahmen der Familienzusammenführung nach Deutschland folgte. Ab 1979 lebte er in Gelsenkirchen und arbeitete dort als Türkischlehrer an Grund-, Haupt- und Realschulen.
Als Pädagoge betrachtete Çakır die Beherrschung der Erstsprache als wesentliche Voraussetzung für den Erwerb einer Zweitsprache. Er entwickelte Metinlerle Türkçe Dersleri (dt.: Türkisch mit ausgewählten Texten, 1983 f.), ein mehrbändiges Schulbuchwerk zum Erlernen der türkischen Sprache, das im damaligen bundesrepublikanischen Sonderschulbereich verwendet wurde.

## Werke

### Lehrbücher
In den 90er Jahren verfasste der Lehrer mit Temel Türkçe (dt.: Basis-Türkisch, 1996) eine Schulbuchreihe für türkischstämmige Kinder in Deutschland. Die Serie erscheint beim Ortadogu Verlag der zum Schulbuchverlag Anadolu gehört.
Çakır erarbeitete zudem ab 2000 die Schulbuchserie "Türkçe Anadil Dersleri" (dt.: Muttersprache Türkischstunde) ein methodisch und inhaltlich modernisiertes Schulbuchwerk in mehreren Bänden, welches zum Erlernen der türkischen Sprache an Schulen in Deutschland, aber auch anderen europäischen Ländern eingesetzt wird. Die Serie erscheint beim Schulbuchverlag Anadolu.

### Literarisches Schaffen
Çakır publizierte Gedichte in deutscher und türkischer Sprache. In der Anthologie In zwei Sprachen leben (1983) erschien sein deutscher Text Ich habe zwei Heimatländer. Texte wie dieser und sein Was ich nicht verstehen kann werden heute oft als typische Beispiele der damaligen Migrantenliteratur angeführt. Eine Reihe der Gedichte Sabri Çakırs erschien in den 80er Jahren auch in türkischen und deutschen Zeitschriften.
Unter dem Titel We Wanted to Live (dt.: Wir wollten leben, 2004) veröffentlichte er Erzähltexte über Opfer der Terroranschläge am 11. September 2001 in den USA veröffentlicht. Çakır schrieb die Texte unter dem Eindruck der Anschläge stehend aus einer Art inneren Zwiesprache mit den Toten heraus innerhalb von sieben Monaten. Das Buch erschien bislang nur ins Englische übersetzt in den USA.

## Gedichte (Auswahl)
- Was ich nicht verstehen kann. In: Türken deutscher Sprache: Berichte, Erzählungen, Gedichte. Hg. v. Irmgard Ackermann. München: Dt. Taschenbuch-Verl., 1984, S. 91–92. ISBN 3-423-10311-6
- Zwei Reisende. In: Das Unsichtbare sagen! Prosa und Lyrik aus dem Alltag des Gastarbeiters. Hg. v. Habib Bektaş und Jusuf Naoum. Kiel: Neuer Malik-Verl., 1983, S. 154.